# Вітал Боркелманс
Вітал Боркелманс (нід. Vital Borkelmans, нар. 1 червня 1963, Маасейк, Бельгія) — бельгійський футболіст, що грав на позиції півзахисника. По завершенні ігрової кар'єри — тренер. З 2018 року очолює тренерський штаб національної збірної Йорданії.
Виступав, зокрема, за клуб «Брюгге», а також національну збірну Бельгії.
Чотириразовий чемпіон Бельгії. Триразовий володар Кубка Бельгії. Шестиразовий володар Суперкубка Бельгії.

## Клубна кар'єра
У дорослому футболі дебютував 1982 року виступами за команду клубу «Патро Ейсден», в якій провів чотири сезони, взявши участь у 58 матчах чемпіонату.
Протягом 1986—1989 років захищав кольори команди клубу «Варегем».
Своєю грою за останню команду привернув увагу представників тренерського штабу клубу «Брюгге», до складу якого приєднався 1989 року. Відіграв за команду з Брюгге наступні одинадцять сезонів своєї ігрової кар'єри. Більшість часу, проведеного у складі «Брюгге», був основним гравцем команди.
Згодом з 2000 по 2004 рік грав у складі команд клубів «Гент» та «Серкль».
Завершив професійну ігрову кар'єру у клубі «Евергем-Сентер», за команду якого виступав протягом 2004—2005 років.

## Виступи за збірну
1989 року дебютував в офіційних матчах у складі національної збірної Бельгії. Протягом кар'єри у національній команді, яка тривала 10 років, провів у формі головної команди країни 22 матчі.
У складі збірної був учасником чемпіонату світу 1994 року в США, чемпіонату світу 1998 року у Франції.

## Кар'єра тренера
Розпочав тренерську кар'єру, повернувшись до футболу після невеликої перерви, 2010 року, очоливши тренерський штаб клубу «Дендер», де пропрацював до 2012 року.
2012 року прийняв пропозицію свого колишнього партнера по національній збірній Бельгії Марка Вільмотса стати його асистентом у тренерському штабі цієї збірної. Пропрацював зі збірною Бельгії до звільнення Вільмотса з позиції її головного тренера у 2016 році.
2018 року очолив тренерський штаб національної збірної Йорданії. Керував її діями на Кубку Азії 2019 року.

## Досягнення
- Чемпіон Бельгії:

«Брюгге»: 1989–1990, 1991–1992, 1995–1996, 1997–1998
- Володар Кубка Бельгії:

«Брюгге»: 1990–1991, 1994–1995, 1995–1996
- Володар Суперкубка Бельгії:

«Брюгге»: 1990, 1991, 1992, 1994, 1996, 1998